# Søren Colding
Søren Colding (Frederiksberg, Dinamarca, 2 de septiembre de 1972) es un ex-futbolista danés, se desempeñaba como defensa. Fue internacional con la selección de fútbol de Dinamarca y participó en dos torneos internacionales.

## Clubes
| Club       | País      | Año         | Partidos | Goles |
| BK Frem    | Dinamarca | 1991 - 1993 | 38       | 3     |
| Brøndby IF | Dinamarca | 1993 - 2000 | 194      | 18    |
| VfL Bochum | Alemania  | 2000 - 2006 | 149      | 3     |

## Palmarés
Brøndby IF
- Superliga danesa: 1995-96, 1996-97, 1997-98
- Copa de Dinamarca: 1998